# Тагирбеков, Малик Садикович
Малик Садикович Тагирбеков (18 мая 1972, с. Чухверкент, Сулейман-Стальский район, Дагестанская АССР, РСФСР, СССР) — российский армрестлер, чемпион мира и Европы, тренер. Заслуженный тренер России.

## Спортивная карьера
Армспортом начал заниматься в 1995 году. В 1999 году стал серебряным призёром чемпионата Европы. В 2000 году стал чемпионом мира и Европы. После окончания спортивной карьеры работает тренером. Является тренером чемпиона мира и Европы Рамидина Казимагомедова, а также Эрзимана Алисултанова. 31 марта 2022 года тренер-преподаватель ДЮСШ №2 Малик Тагирбеков объявлен лучшим тренером Республики Дагестан 2021 года по армрестлингу.

## Личная жизнь
В 1987 году окончил среднюю школу в селе Новая Мака. Сын: Равиль — также армрестлер, его воспитанник.